# Сугдиян (Матчинский район)
Сугдиян (тадж. Сугдиён) — посёлок городского типа в Согдийской области Таджикистана, входит в Матчинский район.
Возник как посёлок при месторождении полиметаллических руд. Статус посёлка городского типа с 1933 года.

## Население
| 1959 | 1970 | 1979 | 1989 | 2013 | 2021 | 2022 |
| ---- | ---- | ---- | ---- | ---- | ---- | ---- |
| 1650 | 620  | 616  | 1507 | 2200 | 800  | 900  |